# Оленовка (Могилёв-Подольский район)
Оленовка (укр. Оленівка) — село на Украине, находится в Могилёв-Подольском районе Винницкой области.
Население по переписи 2001 года составляет 550 человек. Почтовый индекс — 24054. Телефонный код — 4332. Занимает площадь 1,344 км².

## Религия
В селе действует Иоанно-Богословский храм Могилёв-Подольского благочиния Могилёв-Подольской епархии Украинской православной церкви.

## Адрес местного совета
24052, Винницкая область, Могилёв-Подольский р-н, с. Бронница, ул. 50-летия Октября